# Tbilisica perseidis
Tbilisica perseidis är en insektsart som beskrevs av Dlabola 1974. Tbilisica perseidis ingår i släktet Tbilisica och familjen dvärgstritar. Inga underarter finns listade i Catalogue of Life.